# カリアッハベーラ
- ケラッハ・ヴェーラ
- ケラッハヴェール
- カリヤク･バル

カリアッハベーラ（Cailleach Bheara　発音：アイルランド語発音: [ki'lʲax /ˈkalʲəx], スコットランド・ゲール語発音: [ˈkaʎəx]）は、スコットランド高地の冬の創造女神、病の女神である。野生の動物の守護者でもある。スコットランドでは、冬の女王ベイラ（en）とされている。アイルランド、スコットランド、マン島など各地の神話に登場する。
名のカリアッハ（cailleach）は老婆、鬼婆、女隠者、青い婆さんの意味の通り、痩せた陰鬱な老婆の姿をしている。8世紀/9世紀のアイルランドの詩「The Lament of the Old Woman」では、Digdi もしくは Digde という名が使われている。「The Hunt of Slieve Cuilinn 」では、Milucra と呼ばれ、夏の女神en:Áineの姉妹とされている。グラス・ガヴナンの物語では、Biróg と呼ばれている。他の場所では、Buí もしくは Bua(ch) と呼ばれている。
10月31日のハロウィンになると、彼女は再び蘇って日差しを暗くし、草木を枯らせ、大雪を降らせたように見えるため大地を凍らせる。鹿を従え、杖を武器にして春と戦い。その杖は大地を凍らせる。

## 伝説
スコットランドでは、冬の女王ベイラとして知られ、彼女が大地を跨いだ際に籠かバスケットから落ちた岩によって多くの山や丘が作りだされたと信じられている。別の話では、踏み台として意図的に山などを作ったものとされる。彼女は丘と谷を作るためのハンマーを持ち、すべての神々の母親と言われている。
夏の女神ブリギッドと入れ替わりで、サウィン祭（11月1日、もしくは冬の第一日）からベルテーン祭（5月1日、もしくは夏の第一日）の間の冬の季節を支配する季節神（精霊）とされる。解釈によっては、ブリギッドとカリアッハは二つの面を持つ同じ女神とされた。
スコットランドでは、Cailleachan（「老婦人」の意）は、春の大嵐が擬人化された嵐婆とされ、活発な時期は「 A' Chailleach 」とされる。
アイルランドやスコットランドでは、カリアッハに関連する場所や、祝祭やしきたりが数多く残っている。